# Bernard van den Toren
Bernard van den Toren (* 21. Januar 1966 in Alblasserdam) ist ein niederländischer evangelischer Theologe.

## Leben
Von 1997 bis 2005 war er Professor für Systematische Theologie an der Bangui Evangelical Graduate School of Theology. Von 2005 bis 2013 war er Tutor für christliche Lehre in  Wycliffe Hall in Oxford. Seit 2014 ist er Professor für Interkulturelle Theologie an der Protestantse Theologische Universiteit in Groningen.

## Schriften (Auswahl)
- Doordenken over God. Zoetermeer 2009, ISBN 978-90-239-2350-3.
- Reasons for my Hope. Responding to my non-Christian Friends. Oxford 2010, ISBN 978-1-85424-863-3.
- Christian Apologetics as Cross-cultural Dialogue. London 2011, ISBN 978-0-567-05276-6.
- La doctrine chrétienne dans un monde multiculturel. Introduction à la tâche théologique. Carlisle 2014, ISBN 1-907713-68-9.